# Hieronymus Hess
Hieronymus Hess (* 15. April 1799 in Basel; † 8. Juni 1850 ebenda) war ein Schweizer Zeichner und Maler. Er ist insbesondere durch seine zeitkritischen Karikaturen und Vorlagen für Zizenhausener Terrakotten bekannt.

## Leben und Werk

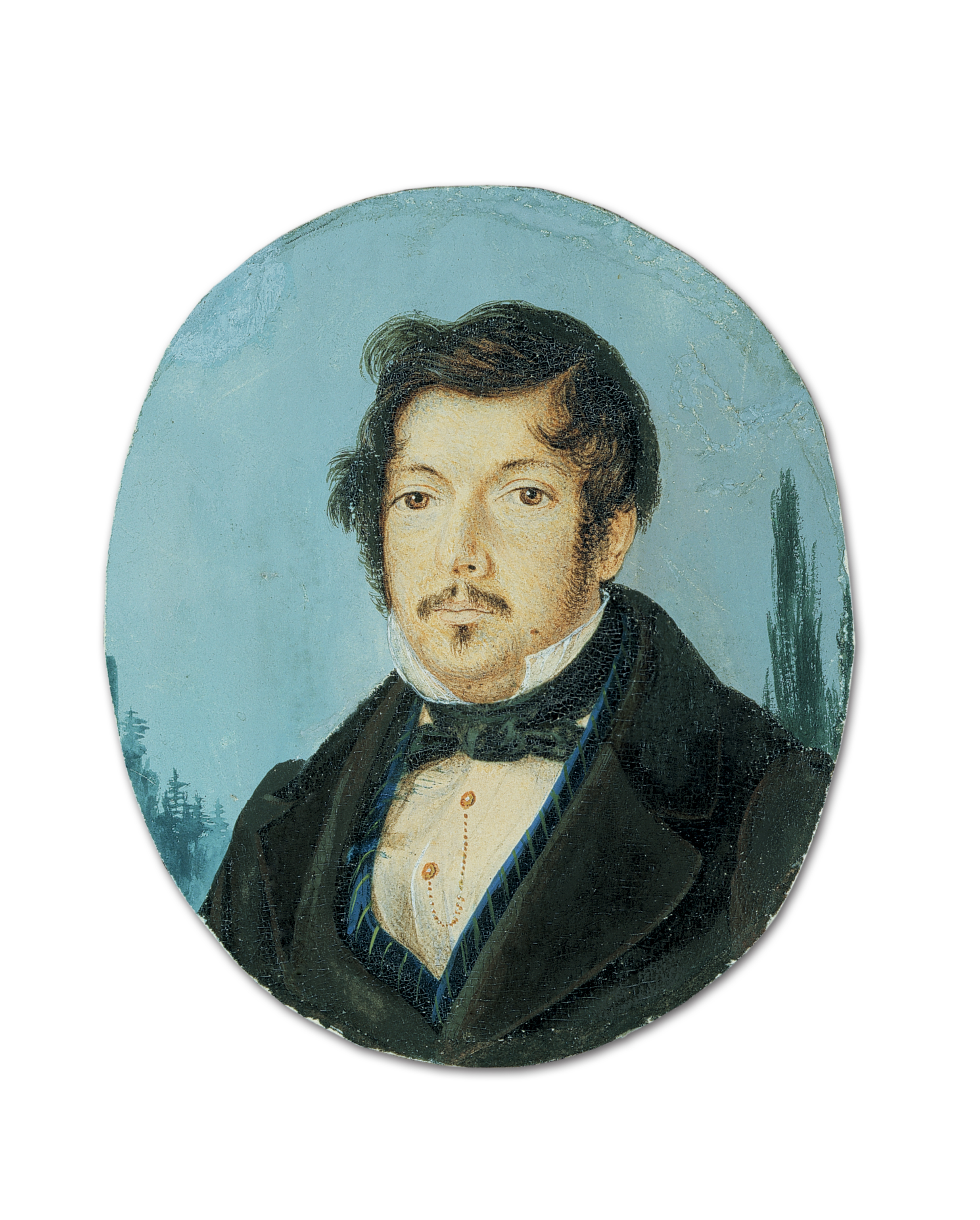
Porträt des Hieronymus Hess, 1825 (Historisches Museum Basel)

Hieronymus Hess stammte aus einer Basler Kleinbürgerfamilie ohne künstlerischen Hintergrund. Er ging nach einer Ausbildung zum Flachmaler in die öffentliche Zeichenschule und bis 1817 zusätzlich bei dem Maler Maximilian Neustück in die Lehre. Der Künstler und Verleger Peter Birmann beauftragte ihn 1817 mit der Anfertigung von Kopien der im Basler Rathaus wiederentdeckten Fresken Hans Holbeins des Jüngeren, den Hess bewunderte. Dank Beziehungen seines Arbeitgebers und eines Stipendiums konnte er 1819–1823 in Neapel und Rom arbeiten und studieren, wo er Kontakt zu Joseph Anton Koch und Bertel Thorvaldsen und dem Kreis der Nazarener fand, die ihn stilistisch nachhaltig beeinflussten. 1825–1826 folgte ein Engagement in Nürnberg, wo Hess Ludwig Richter kennenlernte, danach liess er sich dauerhaft in Basel nieder und heiratete 1828. Hess unterrichtete 1831–1835 als Zeichenlehrer. Zu seinen Schülern gehörte unter anderem der spätere Bildhauer Ferdinand Schlöth, der ihn 1843 ganzfigurig in Gips modellierte. Als Künstler produzierte er Lithografien nach den Passionstafeln Hans Holbeins, Glasmalereien, Illustrationen für die Basler Neujahrsblätter und Martin Distelis Schweizerischen Bilderkalender. Die wichtigen Vorlagen für die von Anton Sohn hergestellten und über die Kunsthandlung J. R. Brenner in Basel vertriebenen Zizenhausener Terrakotten lieferte Hess 1828–1834. Er malte 1839 im Auftrag des Verlegers Hasler den Basler Totentanz in 40 Einzelbildern, die er um 4 neue Motive ergänzte. Darunter befindet sich auch das Bild Der Tod zum Maler, in dem Hess sich selbst porträtierte.
Seine qualitativ hochstehenden, romantisch inspirierten Zeichnungen, Aquarelle, Druckgrafiken und Gemälde zeigen Genreszenen, Historien, Allegorien, Porträts und Karikaturen politischen, antiklerikalen und sozialen Inhalts. In letzteren schlug sich Hess’ Ernüchterung über die künstlerisch wenig aufgeschlossene Basler Gesellschaft nieder. Seine Werke haben als Bilddokumente zur Restaurations- und Regenerationszeit in Basel geschichtswissenschaftliche Bedeutung.

## Galerie

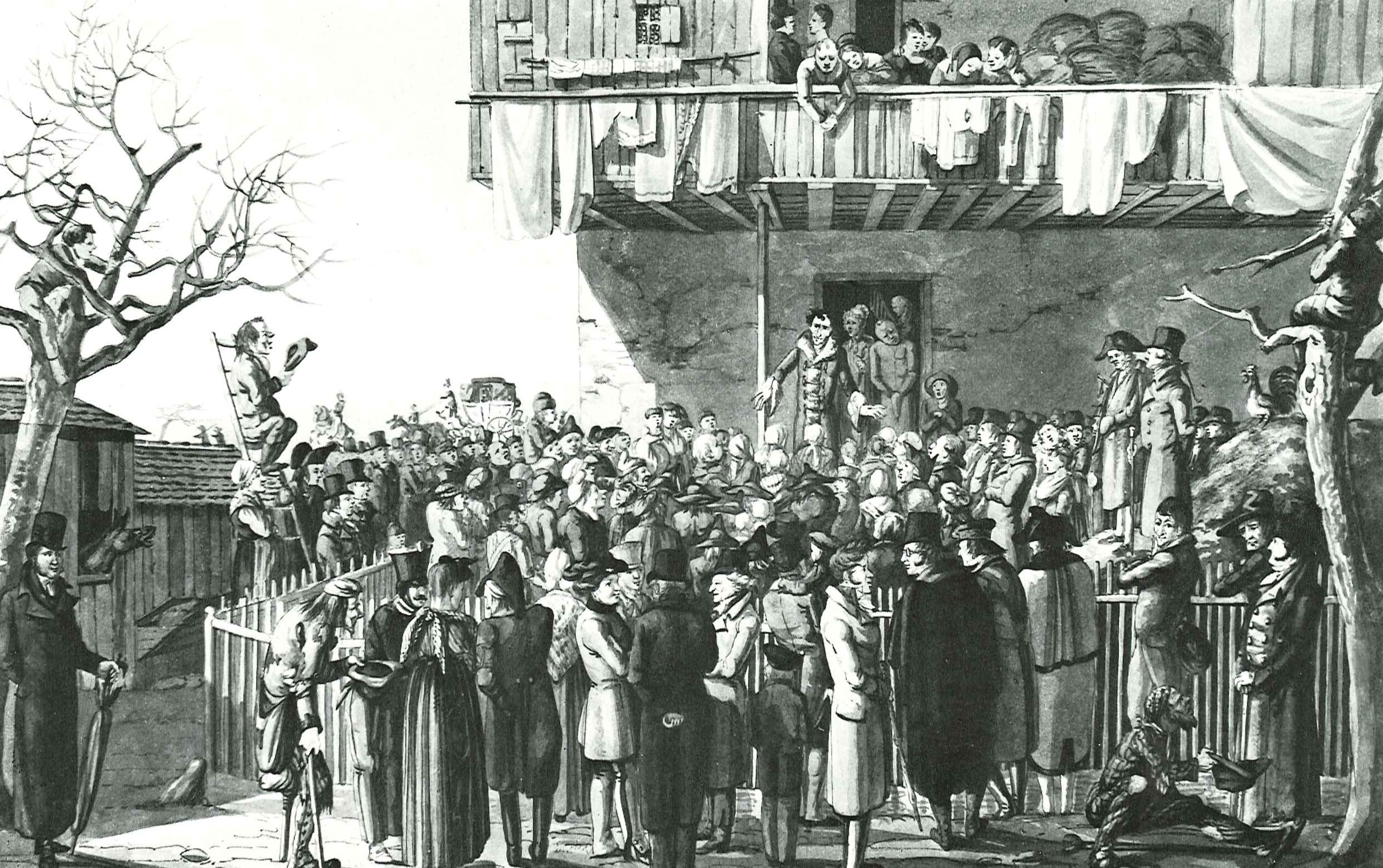
Juliane von Krüdener in Grenzach, 1817
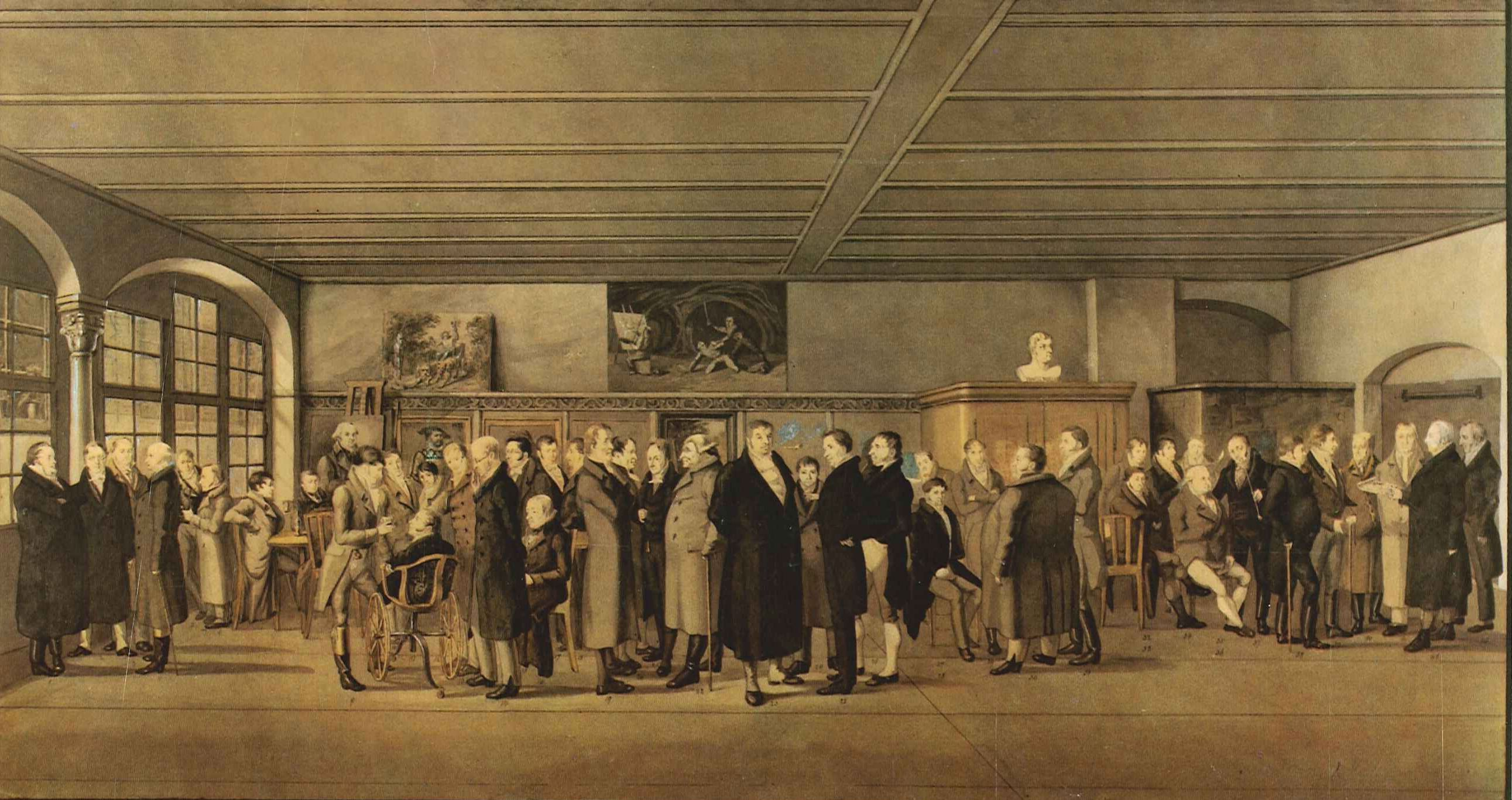
Basler Künstlergesellschaft, 1818
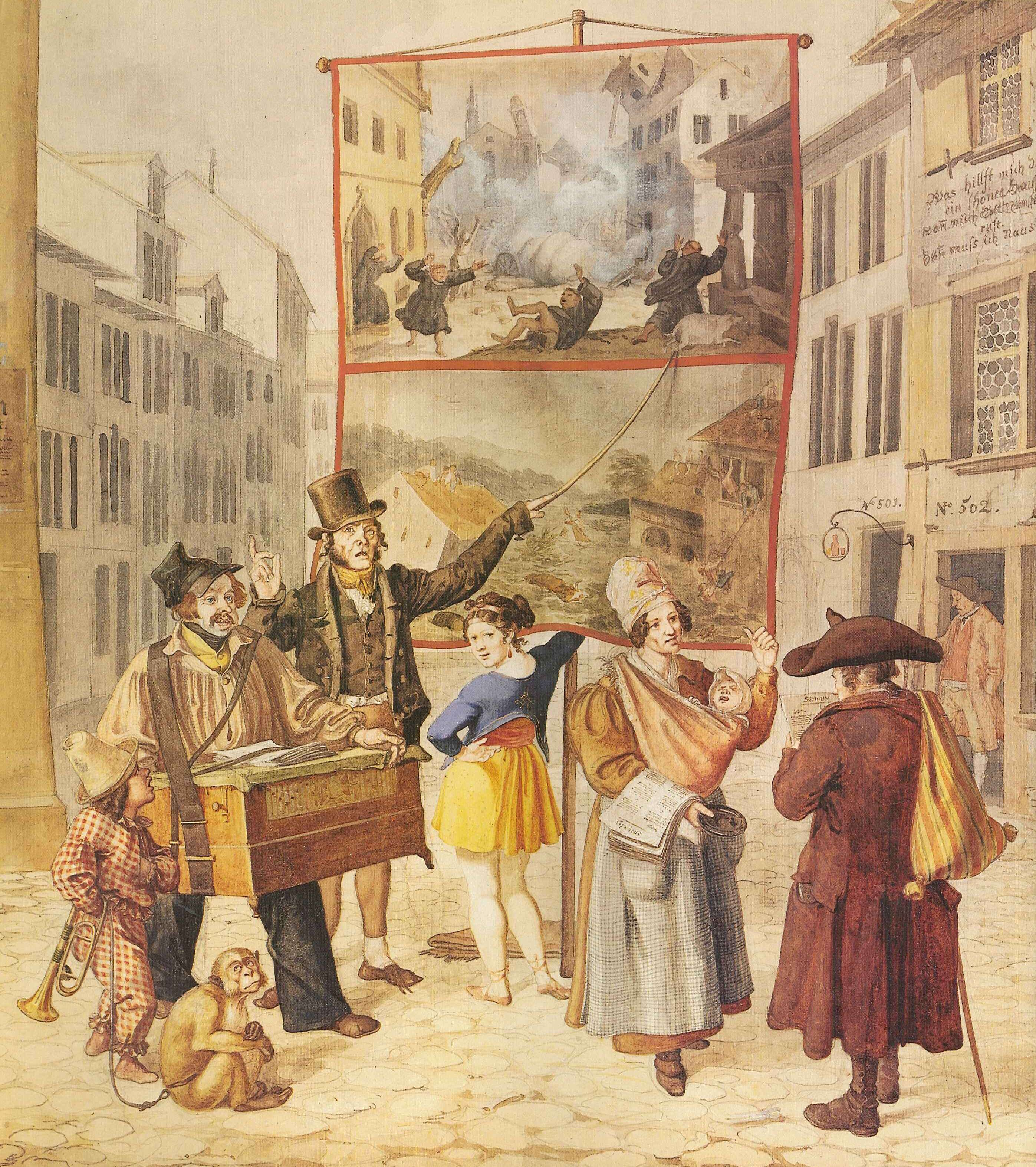
Basler Bänkelsänger, nach 1830
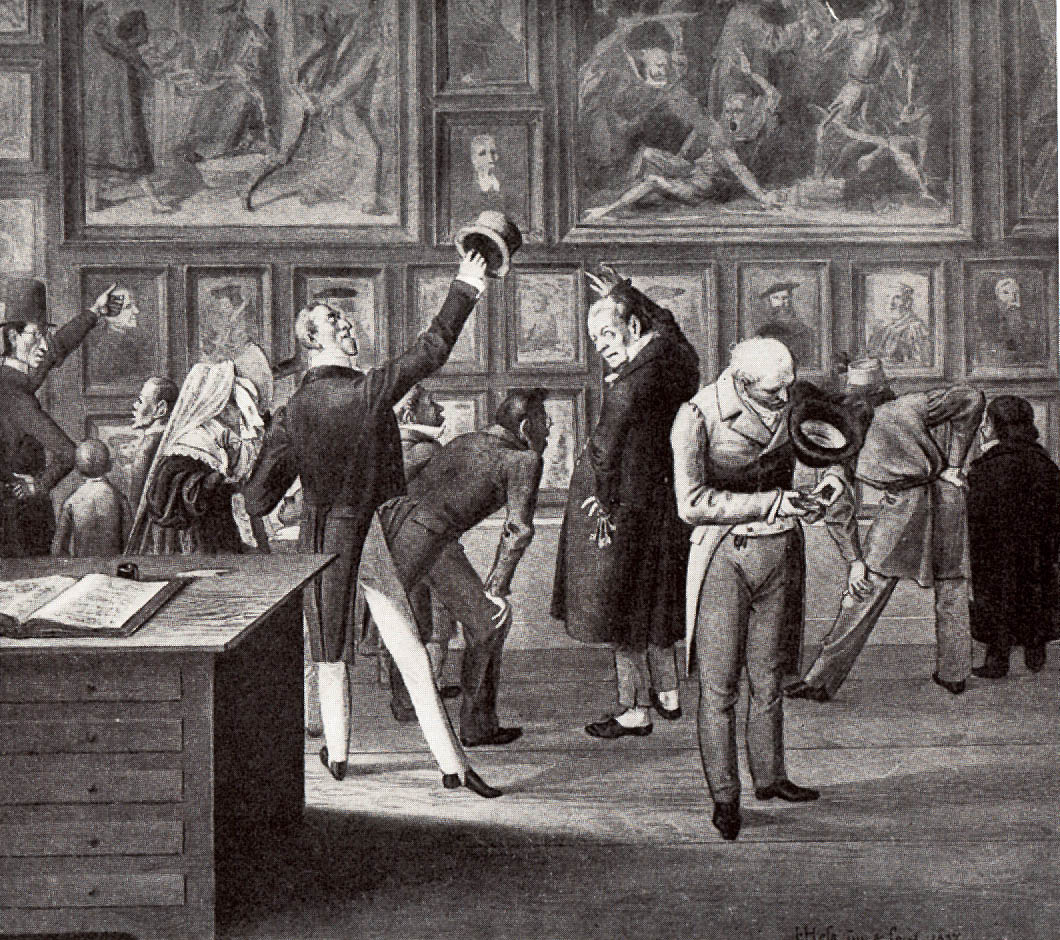
Kunstsammlung im Haus zur Mücke, 1837
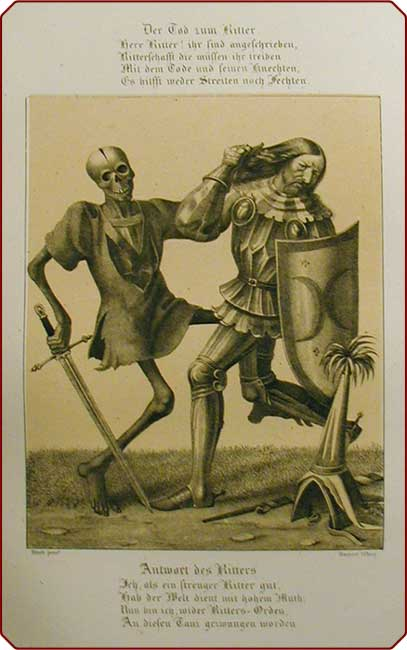
Totentanz
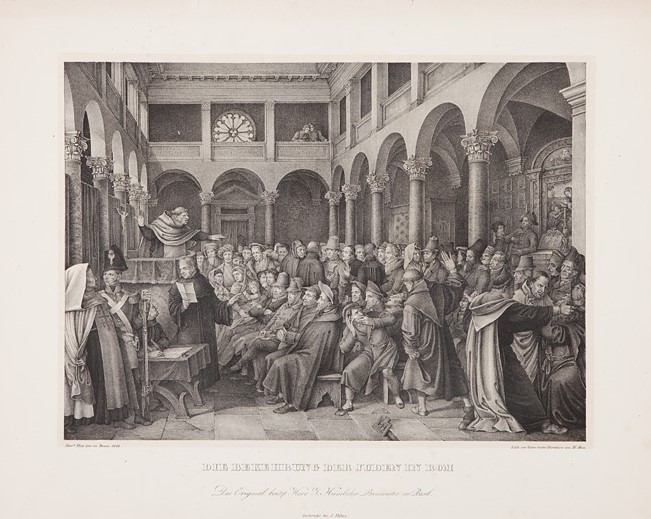
Lithografie zur Bekehrung der Juden in Rom. Datierung: 1823–1830. In der Sammlung des Jüdischen Museums der Schweiz.